# Petitgrain

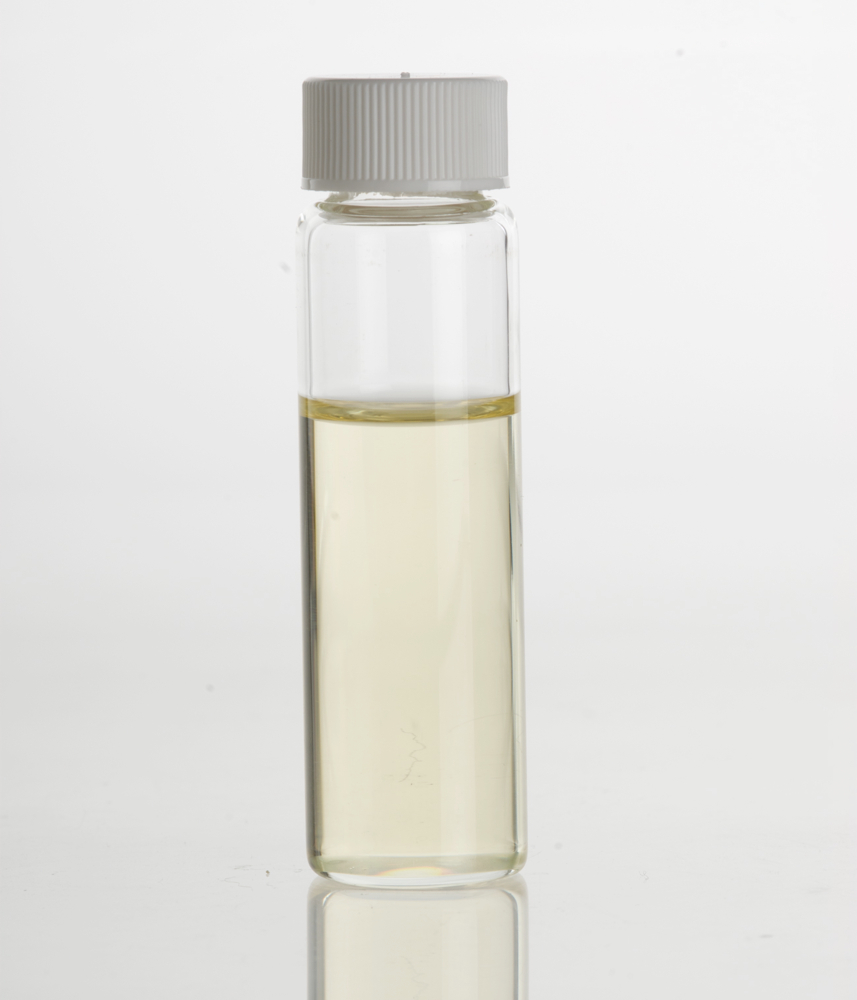
Aceite esencial Petitgrain (Citrus sinensis), en un vial de vidrio transparente

Petitgrain es un aceite esencial que se extrae de las hojas y ramas verdes de la planta de naranja amarga (Citrus × aurantium subsp. Amara) por destilación al vapor.

## Producción
Sus principales zonas de producción son Paraguay y Francia, siendo los producidos en el primero, de mayor intensidad. El aceite petitgrain (pequeño grano fr.) adquiere su nombre porque solía ser extraído de las pequeñas naranjas verdes de la planta. El aceite tiene un olor amaderado naranja verdoso que se utiliza ampliamente en perfumería y se emplea en colonias. Aunque destilado de la misma especie botánica como neroli y naranja amarga, el aceite esencial petitgrain tiene su propio aroma característico. Petitgrain se destila de las hojas y a veces de las ramas del árbol siendo, considerado neroli el aceite esencial que se destila de las flores y por lo general aceite esencial de naranja el que es exprimido de las cáscaras de los frutos frío.

## Composición química
Los principales componentes del aceite del petitgrain son el geraniol, acetato de geranilo, linalol, acetato de linalilo, mirceno, Nerol, acetato de nerilo, y terpineol.

## Utilización
En perfumería y aromaterapia como aceites esenciales con aroma fresco.